# Doña Herlinda y su hijo
Pour plus de détails, voir Fiche technique et Distribution.
Doña Herlinda y su hijo (Madame Herlinda et son fils) est un film mexicain de Jaime Humberto Hermosillo réalisé en 1984 et sorti en 1985.
En juillet 1994, le film est inclus dans la liste établie par la revue Somos des 100 meilleurs films mexicains de tous les temps.

## Synopsis
Le jeune Rodolfo coule des jours paisibles auprès de son amant Ramón. Mais lorsque sa mère se rend compte de leur idylle, elle presse son fils de se marier. Rodolfo épouse une femme à l'esprit ouvert, Olga, mais Ramón a le cœur brisé. C'est Doña Herlinda, la mère de Rodolfo, qui trouvera une solution pour que tous vivent heureux.

## Fiche technique
- Titre original : Doña Herlinda y su hijo
- Réalisation et scénario : Jaime Humberto Hermosillo d'après un roman de Jorge López Páez
- Photographie : Miguel Ehrenberg
- Format : Couleur, 35 mm
- Montage : Luis Kelly
- Direction artistique : Daniel Varela
- Musique : Chansons de Lauro D. Uranga, Pepe Guízar, Juan Gabriel et José Alfredo Jiménez
- Production : CLASA Films Mundiales S.A. (Manuel Barbachano Ponce) et Guillermo del Toro
- Pays d'origine :  Mexique
- Durée : 90 minutes
- Dates de sortie : Octobre 1985 au Festival du film de Chicago ; 18 juin 1987 à Mexico

## Distribution
- Guadalupe del Toro : Doña Herlinda
- Marco Antonio Treviño : Rodolfo
- Arturo Meza : Ramón
- Letícia Lupercio : Olga
- Lucha Villa : Elle-même
- Guillermina Alba : Billy
- Angélica Guerrero : la mère de Ramón
- Arturo Villaseñor : le père de Ramón

## Commentaires
Dès sa première œuvre de maturité - L'Anniversaire du chien (El cumpleaños del perro) en 1974 - Jaime Humberto Hermosillo traita de l'homosexualité. Mais, elle demeurait encore suggérée, uniquement envisagée « comme possibilité latente sous les dehors d'une camaraderie virile. »
Le thème de l'ambiguïté sexuelle réapparaît également dans Las apariencias engañan (Les apparences sont trompeuses, 1977), dans lequel un homme s'éprend d'une femme qui dissimule un secret sur sa sexualité. Ce film, déjà hardi, fut plutôt mal vu par la censure mexicaine et fut gelé durant cinq ans. Notons, enfin, dans Matinée (1976), version actualisée du film d'aventures, le gang de voleurs dirigé par un couple homosexuel.
Toutefois, si le thème de l'homosexualité fut jusqu'ici abordé de façon incidente, avec Doña Herlinda y su hijo, il devient cette fois « l'axe dramatique d'une comédie sur une mère dominatrice - figure fondamentale dans le cinéma d'Hermosillo - qui, pour sauvegarder les apparences de normalité auprès de son entourage, s'arrange pour que son fils rencontre en cachette son partenaire. »
Dans une œuvre « pleine d'ironie, Hermosillo montre l'hypocrisie des membres d'une famille de la bonne société qui se comportent de manière à pouvoir concilier leurs désirs naturels avec les exigences sociales », écrit Aurora Chiaramonte. Celle-ci ajoute, par ailleurs, que le film se situe à Guadalajara, « ville traditionnellement conservatrice [...] dont le symbole le plus connu, la célèbre cathédrale, apparaît en toile de fond de la première prise. »
Humour et décontraction ôtent, fort heureusement, « toute pédanterie démonstrative au message de tolérance de Doña Herlinda y su hijo, film gay sans inhibition, qui mérite d'être vu aussi comme une reformulation du traditionnel archétype de la mère, qui hante les écrans mexicains. »
Doña Herlinda y su hijo (Madame Herlinda et son fils), le premier film ouvertement homosexuel de l'histoire du cinéma mexicain, déclencha le culte de Hermosillo à l'étranger. Plusieurs festivals le projetèrent et le film eut du succès dans certains cinémas de Londres ou de New York.